# Clasificación de Conmebol para la Copa Mundial de Fútbol Playa FIFA 2011
La clasificación de Conmebol para la Copa Mundial de Fútbol Playa FIFA 2011 se disputó del 31 de julio al 7 de agosto de 2011 en las playas de Copacabana, Río de Janeiro, Brasil. La Confederación Sudamericana de Fútbol (Conmebol) contó con tres cupos directos para el campeonato mundial de 2011, a disputarse en Rávena, Italia, en septiembre.

## Sistema de disputa
La eliminatoria sudamericana está compuesta de dos rondas. La primera consiste de 2 grupos, de los cuales se clasifican los 2 mejores de cada grupo. En la segunda fase o fase final se disputan las semifinales, el tercer puesto (que define el último cupo) y la final de la competición.

## Equipos participantes
En cursiva, el equipo debutante.
| Equipos participantes | Equipos participantes | Equipos participantes |
| --------------------- | --------------------- | --------------------- |
| Argentina             | Colombia              | Perú                  |
| Brasil                | Ecuador               | Uruguay               |
| Chile                 | Paraguay              | Venezuela             |

## Primera fase

### Grupo A
| Equipo    | Pts | PJ | PG | PG+ | PP | GF | GC | Dif |
| --------- | --- | -- | -- | --- | -- | -- | -- | --- |
| Brasil    | 12  | 4  | 4  | 0   | 0  | 44 | 6  | 37  |
| Venezuela | 6   | 4  | 2  | 0   | 2  | 15 | 19 | -4  |
| Paraguay  | 5   | 4  | 1  | 1   | 2  | 21 | 32 | -11 |
| Chile     | 3   | 4  | 1  | 0   | 3  | 17 | 21 | -4  |
| Perú      | 2   | 4  | 0  | 1   | 3  | 13 | 32 | -19 |

| Fecha               | Ciudad     | Local     | Resultado           | Visitante |
| ------------------- | ---------- | --------- | ------------------- | --------- |
| 31 de julio de 2011 | Copacabana | Venezuela | 5:2                 | Perú      |
| 31 de julio de 2011 | Copacabana | Paraguay  | 1:14                | Brasil    |
| 1 de agosto de 2011 | Copacabana | Chile     | 6:3                 | Paraguay  |
| 1 de agosto de 2011 | Copacabana | Brasil    | 13:1                | Perú      |
| 2 de agosto de 2011 | Copacabana | Perú      | 5:9                 | Paraguay  |
| 2 de agosto de 2011 | Copacabana | Venezuela | 3:2                 | Chile     |
| 3 de agosto de 2011 | Copacabana | Venezuela | 6:6 (1:2)           | Paraguay  |
| 3 de agosto de 2011 | Copacabana | Brasil    | 10:4                | Chile     |
| 4 de agosto de 2011 | Copacabana | Chile     | 4:4 (1:1, 0:1 pen.) | Perú      |
| 4 de agosto de 2011 | Copacabana | Brasil    | 7:0                 | Venezuela |

### Grupo B
| Equipo    | Pts | PJ | PG | PG+ | PP | GF | GC | Dif |
| --------- | --- | -- | -- | --- | -- | -- | -- | --- |
| Argentina | 9   | 3  | 3  | 0   | 0  | 11 | 6  | 5   |
| Colombia  | 5   | 3  | 1  | 1   | 1  | 12 | 9  | 3   |
| Uruguay   | 3   | 3  | 1  | 0   | 2  | 14 | 10 | 4   |
| Ecuador   | 0   | 3  | 0  | 0   | 3  | 9  | 21 | -12 |

| Fecha               | Ciudad     | Local     | Resultado           | Visitante |
| ------------------- | ---------- | --------- | ------------------- | --------- |
| 1 de agosto de 2011 | Copacabana | Argentina | 4:3                 | Ecuador   |
| 1 de agosto de 2011 | Copacabana | Colombia  | 3:3 (0:0, 1:0 pen.) | Uruguay   |
| 2 de agosto de 2011 | Copacabana | Argentina | 2:0                 | Colombia  |
| 2 de agosto de 2011 | Copacabana | Uruguay   | 8:2                 | Ecuador   |
| 3 de agosto de 2011 | Copacabana | Ecuador   | 4:9                 | Colombia  |
| 3 de agosto de 2011 | Copacabana | Uruguay   | 3:5                 | Argentina |

## Fase final

### Cuadro general
|  | Semifinales         | Semifinales         |   |                     | Final               | Final |  |
|  |                     |                     |   |                     |                     |       |  |
|  |                     |                     |   |                     |                     |       |  |
|  | 6 de agosto de 2011 |                     |   |                     |                     |       |  |
|  | Brasil              | 6                   |   |                     |                     |       |  |
|  | Colombia            | 2                   |   |                     |                     |       |  |
|  |                     |                     |   |                     |                     |       |  |
|  |                     |                     |   |                     | 7 de agosto de 2011 |       |  |
|  |                     |                     |   |                     | Brasil              | 6     |  |
|  |                     | Argentina           | 2 |                     |                     |       |  |
|  |                     |                     |   |                     |                     |       |  |
|  |                     |                     |   |                     |                     |       |  |
|  |                     |                     |   |                     | Tercer puesto       |       |  |
|  | 6 de agosto de 2011 | 6 de agosto de 2011 |   | 7 de agosto de 2011 | 7 de agosto de 2011 |       |  |
|  | Argentina           | 3                   |   | Colombia            | 2                   |       |  |
|  | Venezuela           | 2                   |   |                     | Venezuela           | 5     |  |

### Semifinales
| Fecha               | Ciudad     | Local     | Resultado | Visitante |
| ------------------- | ---------- | --------- | --------- | --------- |
| 6 de agosto de 2011 | Copacabana | Argentina | 3:2       | Venezuela |
| 6 de agosto de 2011 | Copacabana | Brasil    | 6:2       | Colombia  |

### Tercer lugar
| Fecha               | Ciudad     | Local    | Resultado | Visitante |
| ------------------- | ---------- | -------- | --------- | --------- |
| 7 de agosto de 2011 | Copacabana | Colombia | 2:5       | Venezuela |

### Final
| Fecha               | Ciudad     | Local  | Resultado | Visitante |
| ------------------- | ---------- | ------ | --------- | --------- |
| 7 de agosto de 2011 | Copacabana | Brasil | 6:2       | Argentina |

| Bandera de Brasil            |
| Campeón Brasil Quinto título |

## Equipos clasificados
| Bandera de Brasil | Bandera de Argentina | Bandera de Venezuela |
| Brasil            | Argentina            | Venezuela            |
| ----------------- | -------------------- | -------------------- |